# Tamburi Mundi

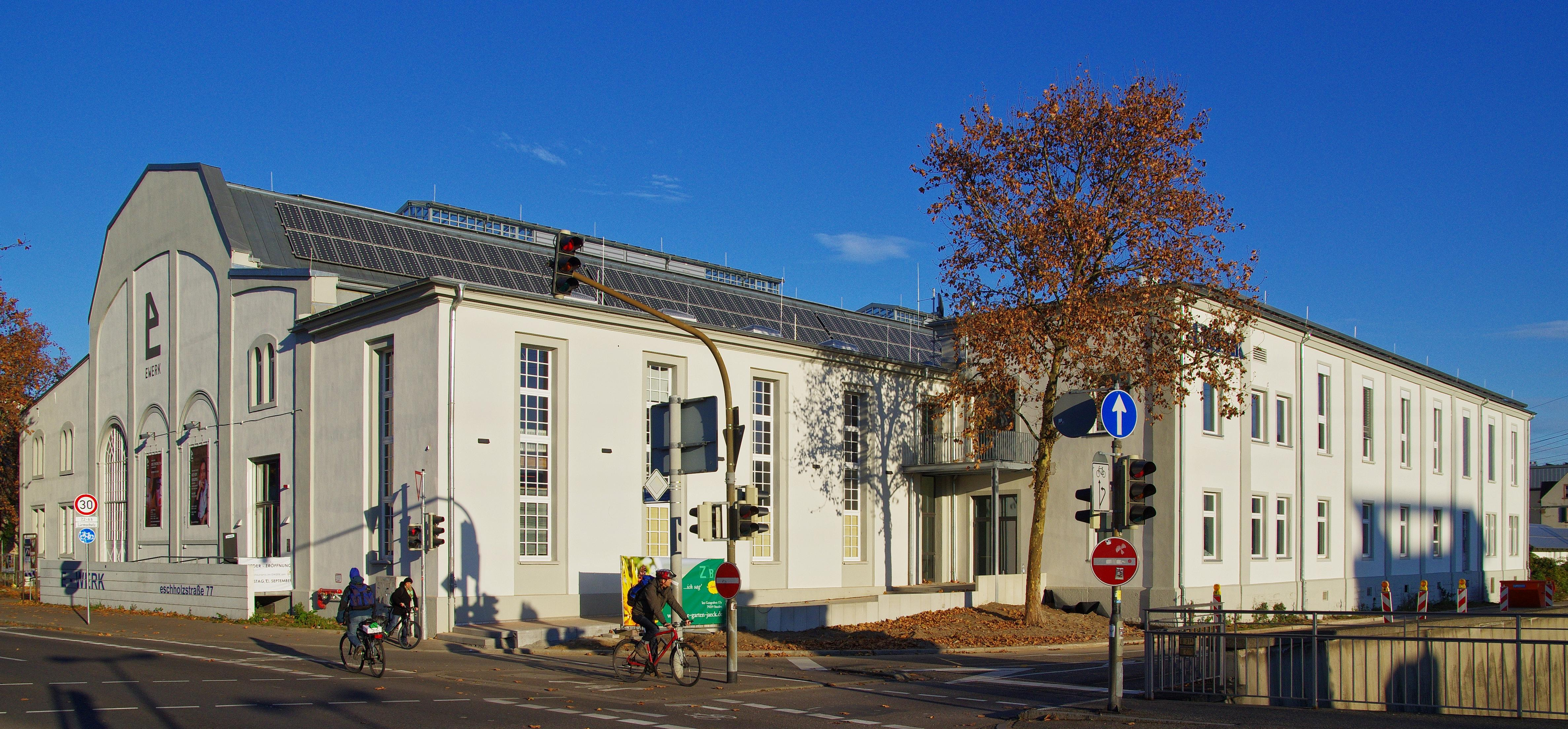
Kulturzentrum E-Werk in Freiburg

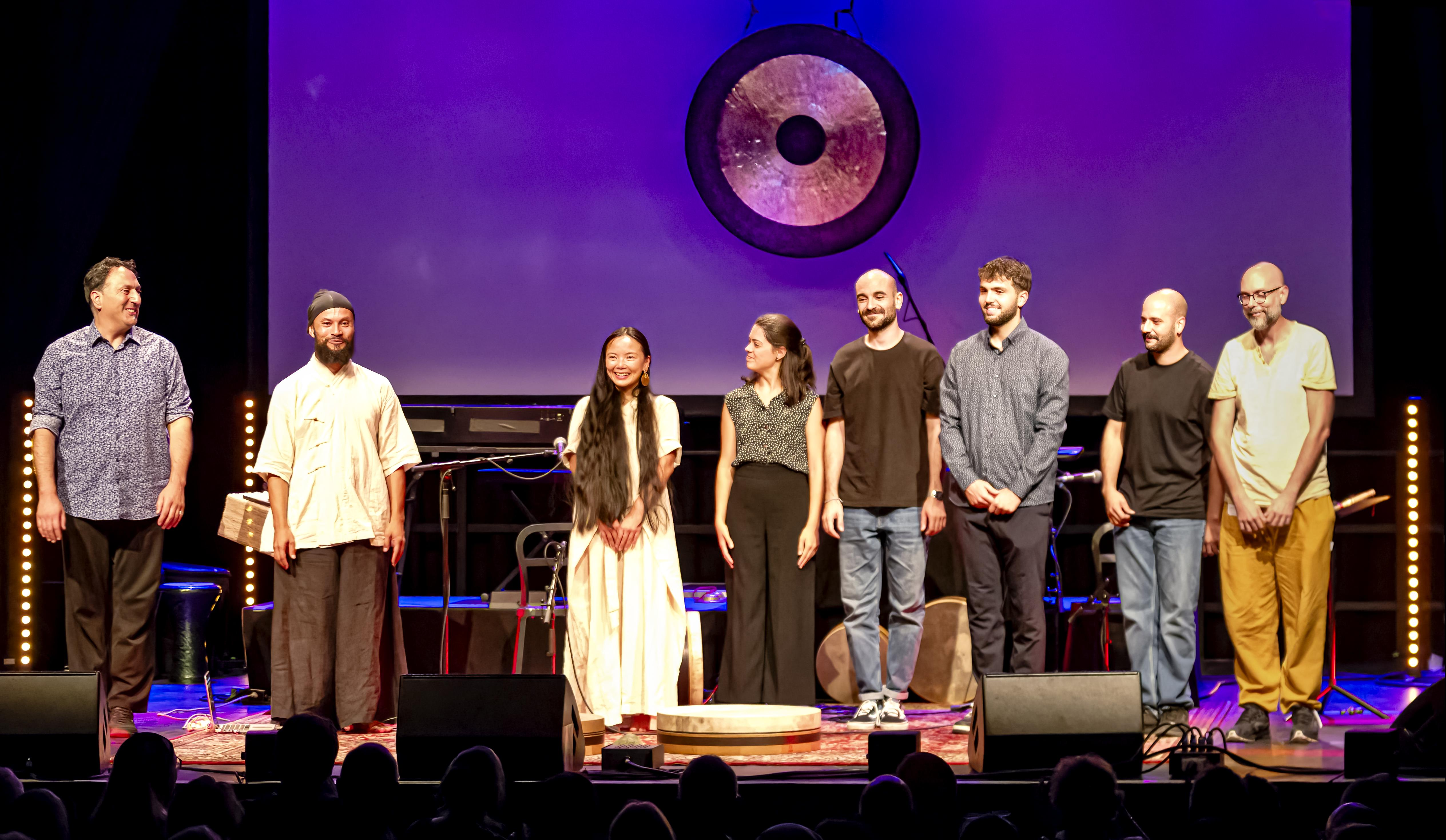
Eröffnungsabend 2023 mit Murat Coşkun Duo, Fluido Cósmico und Gästen

Das Tamburi Mundi in Freiburg ist ein internationales Kurs-, Workshop- und Konzertfestival für Rahmentrommler aus aller Welt. Es ist das weltweit größte Festival für Rahmentrommeln und fand 2023 zum 18. Mal statt. Der Name bedeutet in etwa „Rahmentrommeln der Welt“. Das Ziel ist es, die unterschiedlichen Stile des Rahmentrommelns zusammenzubringen und auszubilden. Abends werden dann von international bekannten Perkussionisten, die auch während des Festivals ausbilden, in den Konzerten die unterschiedlichsten Stile vorgeführt. Das Festival findet im Kulturzentrum E-Werk in Freiburg statt.
Zum Tamburi Mundi gehört auch der Tamburi Monday Youtube Channel, der immer am letzten Montag des Monats  die Möglichkeit zum Austausch und Training gibt.
Gründer und künstlerischer Leiter dieses Festival ist der Perkussionist Murat Coşkun, ein bekannter Dozent für orientalische Perkussion und Rahmentrommeln. Das Festival gab auch schon Gastspiele  in den Ländern Iran, Italien, Türkei, Oman, Österreich und Korea. Bei der Organisation des Festivals wird er unterstützt durch einen im Jahr 2009 eigens dafür gegründeten Verein Tamburi Mundi Freiburg e.V. Der Schirmherr des Festivals ist der US-amerikanische Perkussionist Glen Velez.
Das erste Festival „1. Internationale Festival für Rahmentrommeln“ fand 2006 statt. Ab 2008 findet das Festival in den Räumen des Freiburger E-Werks und der angrenzenden Jazz & Rock Schule statt. Seit 2020 wird das Festival online gestreamt, so kann man auch teilnehmen, ohne vor Ort sein zu müssen. Bisher fand das Festival immer im Sommer statt, seit 2024 liegt der Termin um Ostern.

## Festival 2023

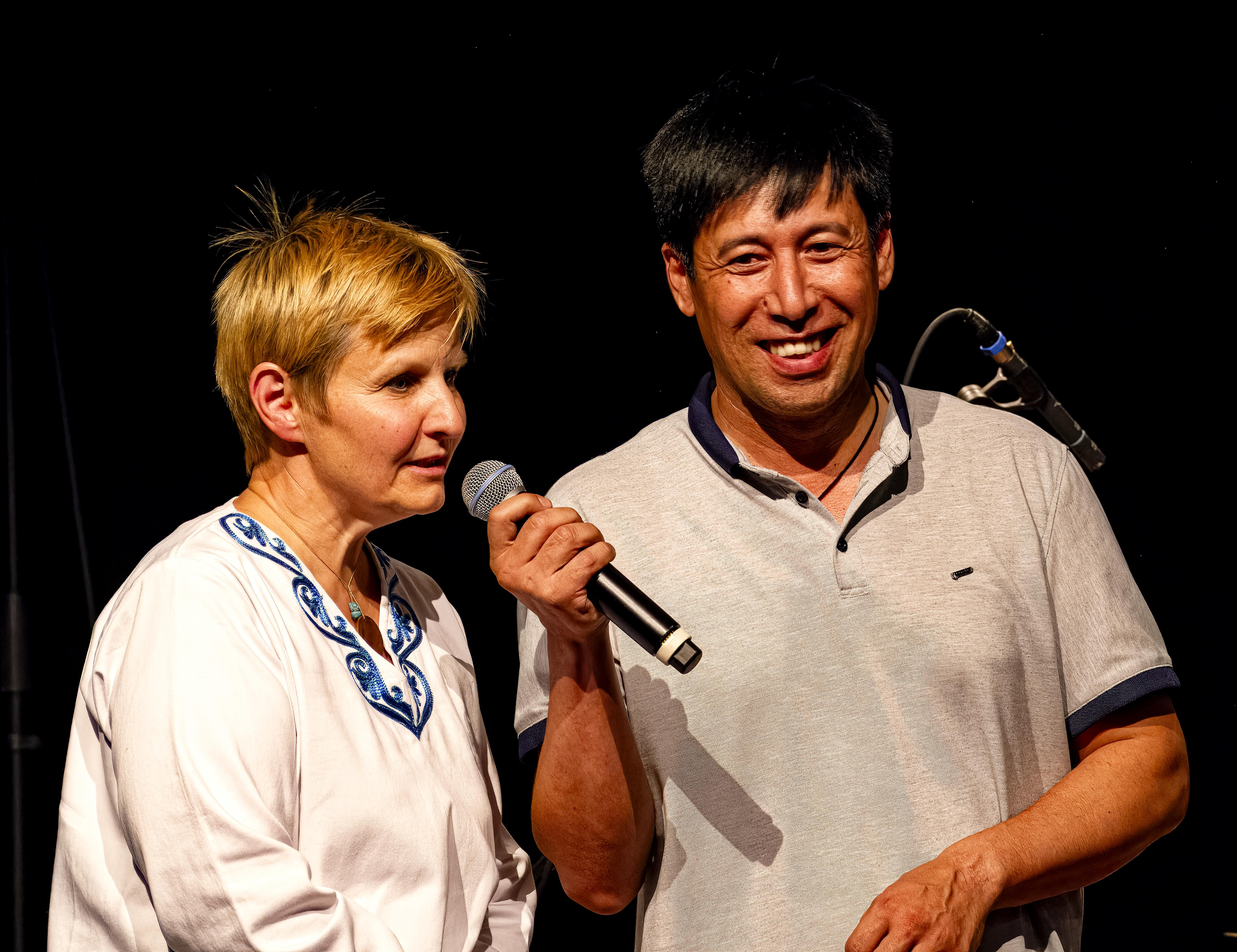
Khayrullo Dadoboev und Uta Schilling

Das Motto des 18. Festivals war „Last Summer“. Kurse gab es mit 25 Dozenten, davon 19 vor Ort und 6 online. Konzerte gab es unter anderen mit den folgenden Künstlern: Glen Velez (USA), Zohar Fresco (Israel), Jarrod Cagwin (USA), Murat Coşkun, Isabel Martín (Spanien), Kasia Kadłubowska (Polen), Emanuela Lodato (Italien) und Dave Boyd (Irland). Der Artist in Residence war Khayrullo Dadoboev, ein tadschikischer Doyra-Spieler und Perkussionist. Begleitet wurde er von Uta Schilling, die Turkologie und Iranistik studierte, das Spiel der Rahmentrommel Doyra an der „Hochschule für Künste Duschanbe (Tadschikistan)“ lernte und für Dadoboev übersetzt.
Das Eröffnungskonzert am 1. August 2023 war mit Fluído Cósmico, dem Duo Murat Coşkun und  Sohn Yaşar Coşkun sowie Murat Coşkun und der portugiesischen Cellistin Beatriz Magalhaes besetzt.
Am 5. August fand das Konzert „Frame Drum Tales“ statt; es war Berkant Çakıcı gewidmet, der 2022 der Artist in Residence war und im Januar 2023 verstorben ist.
2023 war auch das Barabanza Ensemble aus der Ukraine zu Gast beim Festival.
Das Festival wurde abgerundet durch „Das Tak und die fliegende Trommel“, ein rhythmisch-musikalisches Mitmachtheater für Kleine und Große, das mehrfach aufgeführt wurde.
Folgende Dozenten lehrten vor Ort:
- Dave Boyd,
- Jarrod Cagwin,
- Paolo Cimmino (Italien)[8],
- Murat Coşkun,
- Khayrullo Dadoboev,
- Zohar Fresco,
- Marlise Glück (Deutschland)[9] ,
- Kasia Kadłubowska (Polen)[10],
- Fabio Kohler (Deutschland)[11],
- Philipp Kurzke (Deutschland)[12],
- Ya Chien Lin (Taiwan)[13],
- Emanuela Lodato (Sizilien)[14],
- Isabel Martín (Spanien)[15],
- Michał Pękosz  (Polen),
- Uta Schilling (Deutschland)[16],
- Fao Torres (Kolumbien)
- Denys Vasyliev (Ukraine).

Diese Dozenten lehren online:
- Glen Velez
- Maria Bovin De Labbé, eine Perkussionistin, Musiktherapeutin und Komponistin aus Schweden die bei Oslo Norwegen lebt. Sie ist die Erfinderin von „Mindful Drumming“[17]
- Murat Coşkun
- Francesco Magaró, ein süditalienische Perkussionist und Pianist
- Tuğba Gülyeşil, eine 1991 in Witzenhausen geborene Türkin. Sie studierte Anglistik und  „klassische Türkische Musik“ um anschließend ihre Doktorarbeit in „Türkische Religiöse Musik“ zu machen. Sie unterrichtet Türkische Musik und Ottomanische klassische Musik.[18]

## Festival 2022
Das Festival war vom 29. Juli 2022 bis 7. August 2022 unter dem Motto „Infinity Grooves“ mit 16 Konzerten und den folgenden Künstlern Marina Baranova, Murat Coşkun, Duo Fao Torres & Ya Chien Lin, FisFüz and guests, Timbrando, Baobab, Duo Raimund Wunderlich & Michael Gross, Trio Aman Aman, Nava Trio, Youssef Laktina and friends, Duo Valentina Bellanova & Murat Coşkun, Duo Andrea Piccioni, Ruf & Gerwiens Percusiano Fusion, Zahara Project, Babalar Percussion. Der Tamburi Mundi Förderpreis ging an Youssef Laktina.

## Festival 2021
Das Festival war vom 30. Juli 2021 bis 8. August 2021 unter dem Motto „Directions“. Dieses Festival ist ebenfalls hybrid gestaltet worden, also vor Ort im E-Werk und Online. Dies erwies sich als Erfolgskonzept, da so auch Menschen aus aller Welt teilnehmen konnten ohne vor Ort zu sein. Es wurden 33 Kurse und Workshops gegeben durch Zohar Fresco (Israel), Glen Velez (Usa), April Centrone (USA), Matthias Haffner (Deutschland), Andrea Piccioni (Italien) und andere. Im am Nachmittag stattfindende Tamburi Mundi Frame Drum Channel kamen die Musiker Matt Stonehouse (Australien), David Emil Wickström  (Popakademie Mannheim), Ken Shorley (Kanada), Shane Shanahan (USA), Ayelet Ori Benita (Israel), Jarrod Cagwin (USA), Yinon Muallem (Israel) hinzu. Der Tamburi Mundi Förderpreis ging an Kimia Karajibani einer jungen Berliner Perkussionistin mit iranischen Wurzeln.

## Festival 2020
Das Festival war vom 31. Juli 2020 bis 9. August 2020 unter dem Motto „Limited Edition“, war speziell, es wurde pandemiebedingt vor kleinem Publikum gespielt, parallel dazu wurde das Festival auch online gestaltet und so konnten die eingeladenen Künstler zwar nicht vor Ort, aber online teilnehmen.